# Austrosaropogon barbula
Austrosaropogon barbula är en tvåvingeart som beskrevs av Daniels 1991. Austrosaropogon barbula ingår i släktet Austrosaropogon och familjen rovflugor. Inga underarter finns listade i Catalogue of Life.